# Test Track (Epcot)
Test Track is een attractie in Epcot in het Walt Disney World Resort in Florida, die in vernieuwde versie werd geopend op 6 december 2012. Het is een slot car racing die gedeeltelijk ook als darkride dienstdoet. De attractie is gethematiseerd naar een ontwerpfaciliteit voor auto's van Chevrolet en wordt tevens door dit automerk gesponsord. Vóór opening van de vernieuwde versie in 2012, was er een oudere versie van Test Track, gesponsord door General Motors, die geopend was van 17 maart 1999 tot 15 april 2012.
Test Track kan ook als Epcot-paviljoen worden beschouwd, maar daar de attractie het volledige paviljoen in beslag neemt en tevens dezelfde naam heeft, kunnen het paviljoen en de attractie als synoniem worden gezien.
Met bouwkosten van €240 miljoen is Test Track de duurste pretparkattractie ter wereld.

## Geschiedenis

### De oorspronkelijke versie (1999-2012)
Voordat in 1999 de door General Motors gesponsorde variant van Test Track werd geopend, bevond zich in hetzelfde gebouw de darkride World of Motion, die ook al werd gesponsord door General Motors. Toen de sponsoring voor World of Motion ten einde liep, bevond General Motors zich in een proces van bezuinigingen en grote ontslagen, waardoor het bedrijf twijfelde aan het verlengen van de sponsoring voor de Epcot-attractie. Na een overeenkomst om de sponsoring toch verder te zetten, verlangde General Motors echter wel van Disney om een nieuwe attractie te bouwen op de plek van World of Motion. Deze attractie zou zich dan specifiek moeten focussen op de auto's van General Motors—niet op de geschiedenis van mobiliteit in zijn geheel, zoals dat bij World of Motion het geval was. Er werden verschillende bezoeken gebracht door Imagineers aan de Milford Proving Ground van General Motors, waarna uiteindelijk met General Motors werd samengewerkt aan de ontwikkeling van het Test Track-systeem.
Na de sluiting van World of Motion op 2 januari 1996, werd de binnenzijde van het gebouw volledig gestript. Daarna werd aan de buitenzijde van het gebouw een nieuw baangedeelte aangebouwd en vonden aan de binnenzijde van het gebouw ook verbouwingswerkzaamheden plaats. De verbouwing werd echter geteisterd door een aantal onvoorziene problemen: allereerst konden de banden van de voertuigen het intense verbruik van de attractie niet aan, daarnaast waren er problemen met het programmeren van de attractie. Het programmeersysteem was er namelijk op berust om maximaal 6 voertuigen op de baan te kunnen handhaven; voor de gewenste capaciteit van de attractie per uur waren echter 29 voertuigen nodig. Uiteindelijk lukte het de programmeurs om het systeem zo werkende te krijgen, dat uiteindelijk toch alle 29 voertuigen hun plek konden krijgen op het parcours. Door deze problemen opende Test Track uiteindelijk 2 jaar later dan gepland: de geplande opening zou in 1997 plaats moeten vinden, maar uiteindelijk werd de attractie officieel geopend op 17 maart 1999.

#### Beschrijving
Het thema van de originele editie van Test Track was een testing facility van General Motors. Gasten werden door enkele tests gevoerd die illustreerden hoe een prototype van een auto getest wordt voordat het wordt goedgekeurd voor verdere productie. De attractie werd betreden aan de voorzijde van het gebouw, via de wachtrij. Deze wachtrij liep langs verschillende testkamers, zoals testen voor autodeuren, autobanden, een dode kamer voor radio-ontvangers en een kamer voor crashtestdummy's. Aan het eind van de wachtrij werden gasten in een briefing room geleid, waarbij uitleg werd gegeven door het figuur Bill McKim (gespeeld door John Michael Higgins) over dat de gasten mee zouden doen in verschillende tests. Uiteindelijk werd er verteld dat gasten mee zouden doen aan een "surprise test". Vervolgens werden gasten verder gelaten naar het instapstation en konden ze instappen in een testauto.
Na vertrek uit het station werd het voertuig door verschillende tests geleid: een klimtest, een test voor verschillende wegtypen, een test voor het antiblokkeersysteem, een hittetest, een koudetest en een corrosietest. Uiteindelijk werd er een test verricht waarbij de auto een aantal heuvels op ging, met steeds een haarspeldbocht aan het eind, om vervolgens net een vrachtwagen te kunnen ontwijken. Daarna vond de "surprise test" plaats: een botsproef. De auto versnelde en leek tegen een wand aan te rijden, maar net voordat de auto de wand 'echt zou kunnen raken', opende deze wand zich en reed de testauto het buitenparcours op. De testauto maakte een rondje om het gebouw heen en versnelde uiteindelijk tot ongeveer 105 km/u. Achteraf werd nog een scan gemaakt van de testauto en de gasten, die op een groot scherm werd vertoond. Vervolgens reed de testauto het uitstapstation binnen en konden gasten uitstappen.
De uitgang van de attractie liep door The Assembly Experience, een post-show waarbij gasten het idee hadden dat ze in een autofabriek waren, met verschillende auto-onderdelen die over de hoofden van gasten werden vervoerd. Er werd gebruik gemaakt van video's waarin medewerkers van General Motors aangaven hoe zij zich voelden bij de producten van General Motors en hun werkzaamheden. Vervolgens werden gasten een souvenirwinkel doorgeleid op hun weg naar buiten.

## Afbeeldingen

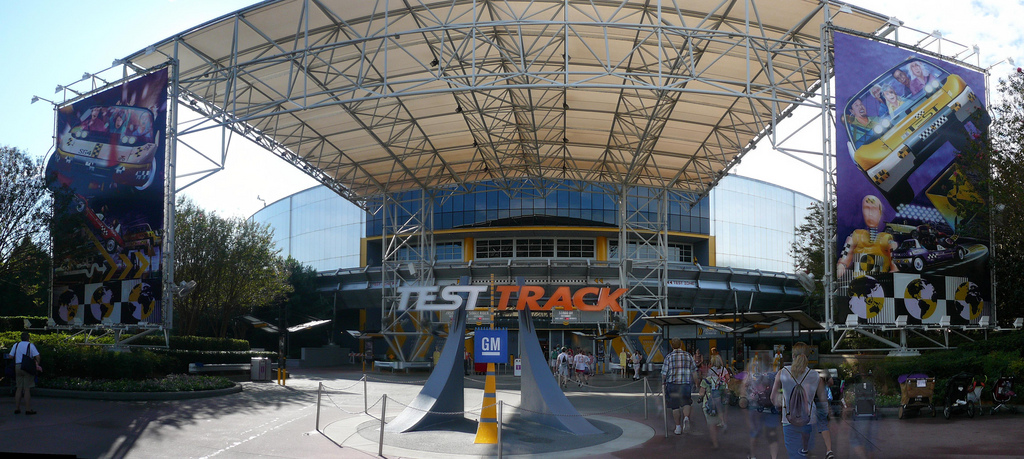
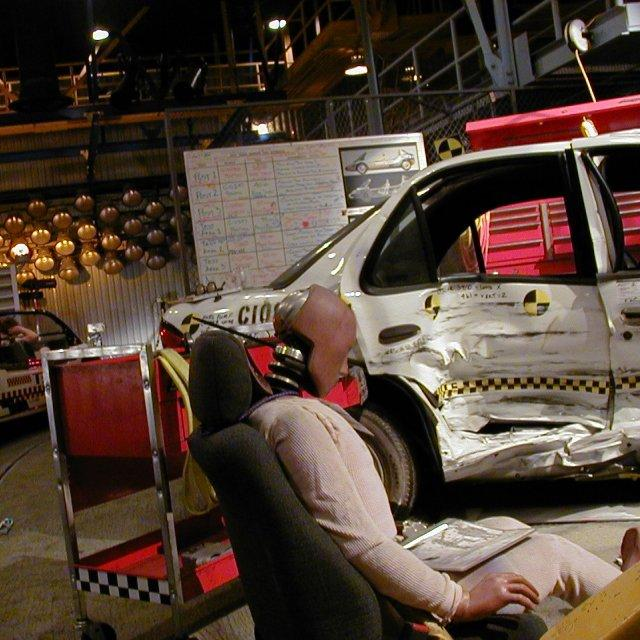
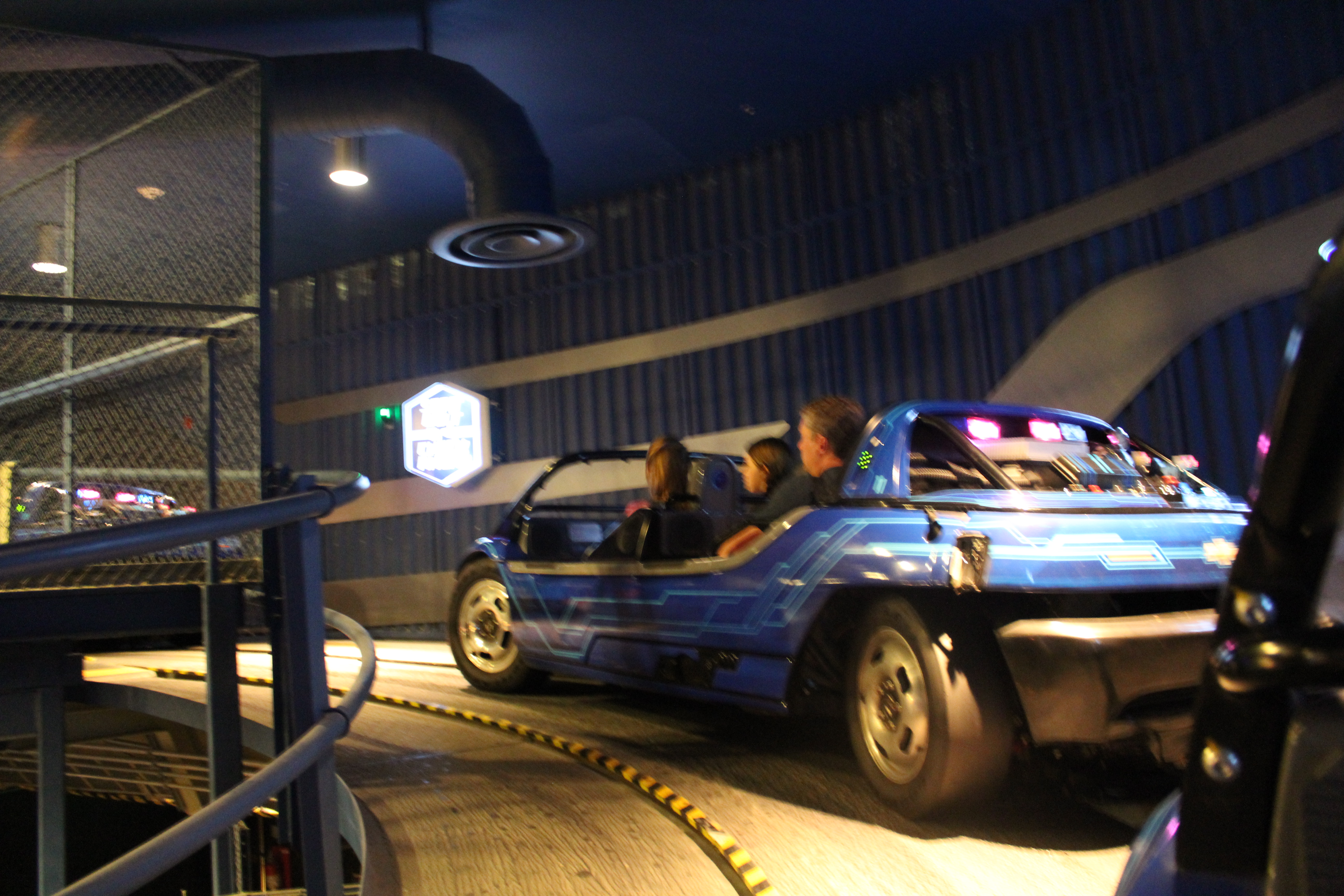
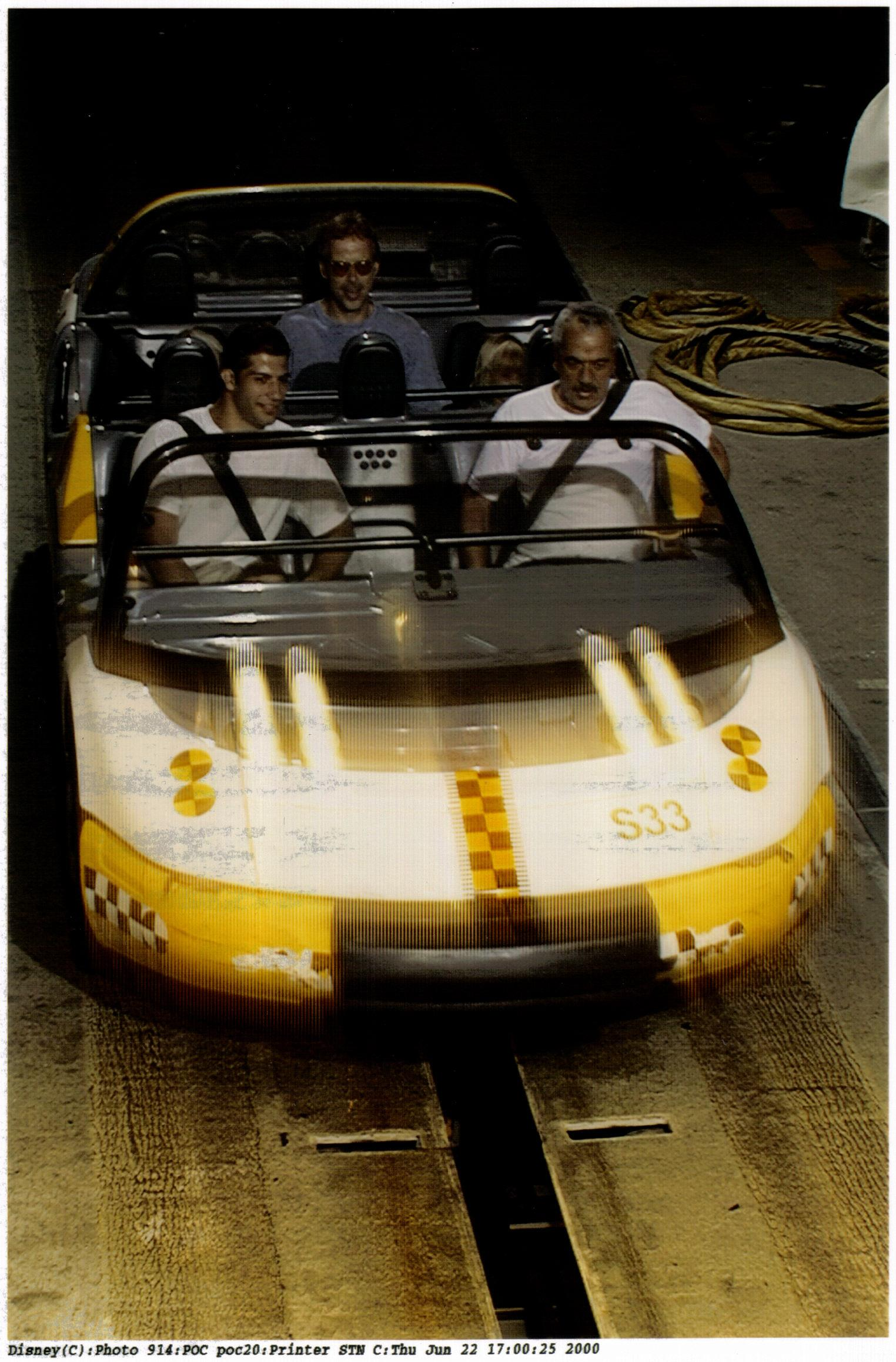

### De vernieuwde versie (2012-heden)
Op 6 januari 2012 kondigde de Walt Disney Parks and Resorts-divisie aan dat in het tweede en derde kwartaal van 2012, Test Track volledig verbouwd zou worden. Onderdeel van deze vernieuwing van Test Track was eveneens de wijziging van de sponsorpartij: in plaats van General Motors als geheel, werd nu automerk Chevrolet de sponsor van de attractie (Chevrolet is echter wel eigendom van General Motors). De oude versie van Test Track sloot haar deuren op 15 april 2012. Het hele interieur van de attractie werd met deze verbouwing gerestyled tot het interieur zoals dat er vandaag de dag is. De belangrijkste toevoegingen aan de attractie waren echter het Chevrolet Design Center, een ruimte waar gasten hun eigen auto kunnen ontwerpen op een touchscreen, en het gebruik van de technieken van MyMagic+. Daarnaast werd de uitgang van de attractie omgedoopt tot een showroom met verschillende huidige en toekomstige producten van Chevrolet. Tijdens de verbouwing was voor het gebouw een tijdelijke show te vinden, Test Track All Stars, die twee dagen voor de officiële opening werd verwijderd. De vernieuwde versie van Test Track werd uiteindelijk officieel geopend op 6 december 2012.

## Opzet
Het thema van de huidige editie van Test Track is een ontwerpfaciliteit van Chevrolet, waarbij gasten een eigen auto kunnen ontwerpen en deze vervolgens kunnen testen op de letterlijke test track. De attractie wordt net als bij de vorige editie betreden via de voorzijde van het gebouw, via de wachtrij. Deze wachtrij loopt langs verschillende ontwerpvideo's en modellen van Chevrolet, zoals de Chevrolet Tru en de Chevrolet EN-V. De wachtrij loopt vervolgens langs een aantal touchscreens waarbij gasten tutorials kunnen volgen over hoe een auto wordt ontworpen. Vervolgens wordt aan gasten, die geen Magic Band of parkticket hebben, een wit RFID-pasje uitgedeeld: de design key. In de volgende ruimte, het Chevrolet Design Center, kunnen gasten hun Magic Band, parkticket of design key tegen een lezer houden en kunnen zij op een touchscreen hun eigen auto ontwerpen. Als de tijd is verstreken, worden gasten het design center uitgeleid naar het instapstation toe. Voordat gasten in kunnen stappen, dienen zij hun Magic Band, parkticket of design key wederom tegen een lezer te houden, zodat hun eigen ontwerp wordt geladen voor de uiteindelijke test. Als gasten in hun testauto stappen, de Sim-Car, wordt hun ontwerp gelinkt aan de testauto, zodat ze zelf hun auto kunnen testen op de test track (ook wel Sim-Track genoemd) op de facetten capability, efficiency, responsiveness en power.
Na vertrek uit het station en een veiligheidscheck met betrekking tot het vastzitten van de autogordels, wordt de Sim-Car door verschillende tests geleid. Eerst volgt een capability-test, waarbij de Sim-Car versneld wordt door een simulatie van regen en sneeuw en uiteindelijk slipt. Na het inslaan van een bliksemflits maakt de Sim-Car een scherpe bocht naar links en rijdt hij voorbij een model van een futuristische stad. Daarna volgt de efficiency-test, waarbij de Sim-Car wordt gescand op eco-efficiency en aerodynamica en uiteindelijk door een hyper-spectrum imaging-scan gaat. Tijdens de derde test, de responsiveness-test, wordt de Sim-car door verschillende haarspeldbochten geleid op verschillende snelheden, om vervolgens nog maar net een vrachtwagen te kunnen ontwijken. Uiteindelijk volgt de power-test: nadat de Sim-Car kort stopt, versnelt deze en rijdt op een wand af, die plots verschuift. De Sim-Car rijdt dan het buitenparcours op, maakt een rondje om het gebouw heen en versnelt uiteindelijk tot ongeveer 105 km/u. Vervolgens rijdt de Sim-Car het station binnen en kunnen gasten uitstappen.
De uitgang van de attractie leidt door de Chevrolet Showroom, waarbij verschillende spelmogelijkheden zijn waar gasten hun eigen ontwerp verder kunnen testen, middels dezelfde RFID-technologie als in de rest van de attractie. In de showroom staan verschillende huidige en toekomstige producten van Chevrolet tentoongesteld. Vervolgens worden gasten door de After Market Shop geleid op hun weg naar buiten.